# 축구 필드

축구장의 표준 규격

축구 필드(영어: football field, football pitch)은 축구 경기를 하기 위한 장소이다. 참고로 피치(pitch)는 영국에서 많이 사용하고 필드(field)는 미국과 캐나다에서 많이 사용하는 용어인데 국제축구평의회(IFAB)가 제정한 축구 경기 규칙(Law of the game) 에서는 필드(field)를 사용하고 있다.

## 규격

### 경기장
길이 90-120m, 폭 45-90m인 직사각형의 운동장으로, 국제경기는 길이 100-110m, 폭 64-75m이다. 가로는 터치라인이고, 세로는 골라인이다.
2008년 국제 축구협회 평의회(IFAB)는 새롭게 지어지는 경기장의 터치라인과 골라인 길이를 각각 105미터, 68미터로 통일하기로 결정하였고 FIFA 집행위원회도 이를 따르기로 결정하였으나, 이후 이 결정은 보류되어 실제로 적용되지는 않았다.

### 골대
골라인의 중심점에서 좌우로 각 3.66m, 즉 7.32m 길이의 간격을 두고 양끝에 높이 2.44m의 골 포스트를 세우며, 그 위에 크로스바를 얹은 뒤 경기장 바깥쪽으로 그물을 친다.

### 페널티 에어리어
골 포스트 안쪽에서 16.5m되는 지점에서 골라인과 직각이 되도록 경기장 안쪽으로 16.5m의 선을 긋고  그 끝을 골라인과 평행되게 직선으로 연결해서 만들어진 16.50m×40.32m의 직사각형 지역을 말한다. 두 개의 골포스트 중앙에서 페널티에어리어 안쪽으로 11m 되는 지점에 페널티마크를 표시하고, 페널티마크에서 페널티에어리어 밖으로 그린 반지름 9.15m의 원호를 페널티 아크라고 한다.

### 골 에어리어
골 앞에 있는 가로 18.32m(20야드), 세로 5.5m(6야드)의 직사각형 지역이다. 양쪽 골포스트 안쪽에서 코너쪽으로 각각 5.5m에 선을 긋고, 골라인과 평행되게 연결한다. '6야드 박스'로 부르기도 한다.

### 코너
코너 플랫은 길이 1.5m, 코너 에어리어의 규격은 반지름 1m인 부채꼴 모양이다.

### 센터 서클
경기장의 중앙에 하프라인이 있고 하프웨이 라인의 중앙을 중심으로 그어진 반지름 9.15m의 원을 말한다. 하프라인의 중앙에 센터 마크가 있다. 킥오프할 때 센터마크에 공을 놓고 차야 한다. 킥오프하기 전까지는 상대편 선수가 센터서클안에 들어올 수 없다.

## 같이 보기
- 축구 경기장
- 경기장
- 스타디움
- 아레나
- 운동장
- 체육관
- 풋살장
- 데소 그래스매스터(영어판)